# القفة (سلة سعفية)
القفة؛ سلة سعفية تقليدية تستعمل لحفظ الخبز والملح، وُيعرف صانعها نسبة إلى اسمها بالقفّاف.

## مواصفاتها
تتسم القفة بالمواصفات التالية:
- شكلها أسطواني يشبه القدر.
- ليس لها مقابض وغطاءها دائري الشكل.
- تتباين أحجامها بحسب الغرض المصنوع من أجلها؛ فقفة الملح أصغر حجمًا من قفة الخبز.[1]

## وصلات خارجية
- السعفيات.. أشهر معروضات المشغولات اليدوية في القرية التراثية